# Calumet County
Calumet County je okres ve státě Wisconsin v USA. K roku 2010 zde žilo 48 971 obyvatel. Správním sídlem a zároveň největším městem okresu je Chilton. Celková rozloha okresu činí 1028 km². Okres je pojmenovaný podle francouzského názvu pro rituální dýmku, kterou používali indiáni na sněmech u východního břehu jezera Winnebago.

## Sousední okresy
| Růžice kompasu | Outagamie County   |                | Brown County     | Růžice kompasu |
| Růžice kompasu | Winnebago County   | Sever          | Manitowoc County | Růžice kompasu |
| Růžice kompasu | Winnebago County   | Calumet County | Manitowoc County | Růžice kompasu |
| Růžice kompasu | Winnebago County   | Jih            | Manitowoc County | Růžice kompasu |
| Růžice kompasu | Fond du Lac County |                | Sheboygan County | Růžice kompasu |